# 佩德拉布蘭卡 (帕拉伊巴州)
佩德拉布蘭卡（葡萄牙語：Pedra Branca），是巴西的城鎮，位於該國東北部，由帕拉伊巴州負責管轄，始建於1964年3月30日，面積112.9平方公里，2010年人口3,721，人口密度每平方公里32.95人。